# Eddie Jones

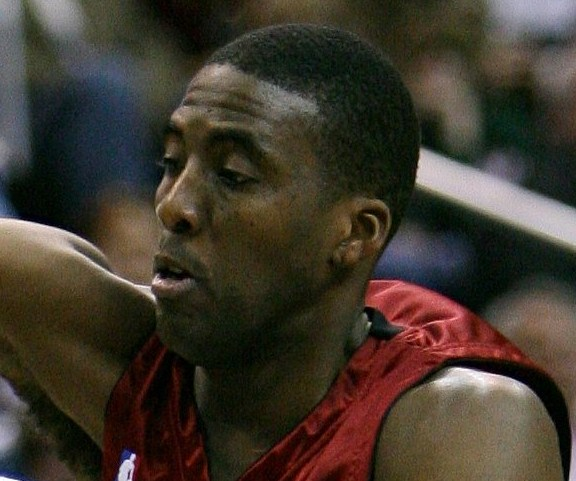
Eddie Jones, 2007.

Edward Charles "Eddie" Jones, född 20 oktober 1971 i Pompano Beach i Florida, är en amerikansk före detta professionell basketspelare (SG/SF) som tillbringade 14 säsonger (1994–2008) i den nordamerikanska basketligan National Basketball Association (NBA), där han spelade för Los Angeles Lakers, Charlotte Hornets, Miami Heat, Memphis Grizzlies och Dallas Mavericks.
Under sin karriär gjorde Jones 14 155 poäng (14,8 poäng per match), 2 812 assists samt 3 857 rebounds, räddningar från att bollen ska hamna i nätkorgen, på 954 grundspelsmatcher.
Han draftades av Los Angeles Lakers i första rundan i 1994 års draft som tionde spelare totalt.
Innan Jones blev proffs, studerade han vid Temple University och spelade för Temple Owls.
Jones är kusin till Tyrese Haliburton och Jalen Suggs.